# 워즈오토
워즈오토(Wardsauto)는 1924년 미국에서 창간된 자동차 전문 정보 언론사이다. 매년 세계 10대 엔진(연비, 출력 등)과 10대 인테리어(소재, 인체공학, 안전, 심미성, 디자인 등)를 선정 및 수상을 진행한다.